# 미사토촌 (미에현 이나베군)
미사토촌(三里村)은 미에현 이나베군에 있던 촌이다. 현재의 이나베시에 해당한다.

## 역사
- 1889년 4월 1일 - 정촌제 시행에 의해 이나베군 미사토촌이 성립하였다.
- 1959년 4월 20일 - 우메도이정과 합병해 다이안정이 성립하여, 동일 미사토촌은 폐지되었다.

## 교통

### 철도
- 산기철도
  - 산기선

## 참고문헌
- 가도카와 일본 지명 대사전 24 三重県